# Лубянский сельский совет (Синельниковский район)
Лубянский сельский совет (укр. Луб'янська сільська рада) — входит в состав
Синельниковского района
Днепропетровской области
Украины.
Административный центр сельского совета находится в 
с. Лубянка.

## Населённые пункты совета
- с. Лубянка
- с. Березноватка
- с. Калиновское
- с. Садовое
- с. Токовое
- с. Цыгановка
- с. Ясное